# Crossothamnus
Crossothamnus là một chi thực vật có hoa trong họ Cúc (Asteraceae).

## Loài
Chi Crossothamnus gồm các loài: